# Autoclave
Het Autoclave-, Autokey- of Autosleutelcijfer is een van de klassieke handcijfers.
Autoclave werd door Blaise de Vigenère bedacht en is een verbetering van het Vigenèrecijfer, dat in 1553 door Giovan Battista Bellaso werd bedacht, maar naar De Vigenère werd genoemd.
Het is net zoals het Vigenèrecijfer een polyalfabetische substitutie, waarbij tijdens het versleutelen, het vervangen van de letters in de klare tekst van een tabula recta gebruik gemaakt, een tabel of een matrix, waarin op iedere rij een alfabet staat en waarin dat alfabet iedere volgende rij steeds een letter is verschoven.
```
   
A B C D E F G H I J K L M N O P Q R S T U V W X Y Z

------------------------------------------------------

A
| A B C D E F G H I J K L M N O P Q R S T U V W X Y Z

B
| B C D E F G H I J K L M N O P Q R S T U V W X Y Z A

C
| C D E F G H I J K L M N O P Q R S T U V W X Y Z A B

D
| D E F G H I J K L M N O P Q R S T U V W X Y Z A B C

E
| E F G H I J K L M N O P Q R S T U V W X Y Z A B C D

F
| F G H I J K L M N O P Q R S T U V W X Y Z A B C D E

G
| G H I J K L M N O P Q R S T U V W X Y Z A B C D E F

H
| H I J K L M N O P Q R S T U V W X Y Z A B C D E F G

I
| I J K L M N O P Q R S T U V W X Y Z A B C D E F G H

J
| J K L M N O P Q R S T U V W X Y Z A B C D E F G H I

K
| K L M N O P Q R S T U V W X Y Z A B C D E F G H I J

L
| L M N O P Q R S T U V W X Y Z A B C D E F G H I J K

M
| M N O P Q R S T U V W X Y Z A B C D E F G H I J K L

N
| N O P Q R S T U V W X Y Z A B C D E F G H I J K L M

O
| O P Q R S T U V W X Y Z A B C D E F G H I J K L M N

P
| P Q R S T U V W X Y Z A B C D E F G H I J K L M N O

Q
| Q R S T U V W X Y Z A B C D E F G H I J K L M N O P

R
| R S T U V W X Y Z A B C D E F G H I J K L M N O P Q

S
| S T U V W X Y Z A B C D E F G H I J K L M N O P Q R

T
| T U V W X Y Z A B C D E F G H I J K L M N O P Q R S

U
| U V W X Y Z A B C D E F G H I J K L M N O P Q R S T

V
| V W X Y Z A B C D E F G H I J K L M N O P Q R S T U

W
| W X Y Z A B C D E F G H I J K L M N O P Q R S T U V

X
| X Y Z A B C D E F G H I J K L M N O P Q R S T U V W

Y
| Y Z A B C D E F G H I J K L M N O P Q R S T U V W X

Z
| Z A B C D E F G H I J K L M N O P Q R S T U V W X Y
```

De sleutel wordt bij het versleutelen van de klare tekst alleen een keer aan het begin gebruikt, maar daarna wordt de klare tekst zelf als sleutel gebruikt. Hierdoor versleutelt men, mits een kleine verschuiving, de klare tekst met zichzelf. In het voorbeeld is het sleutelwoord ZODIAK. Het versleutelen van de klare tekst, waarbij van de tabula recta gebruik wordt gemaakt, gaat daarna op dezelfde manier als bij het Vigenèrecijfer.
De te gebruiken letter in het verticale alfabet is iedere volgende letter in de klare tekst. De letters die in het horizontale alfabet moeten worden gekozen zijn eerst de letters van de sleutel, maar daarna van de klare tekst zelf. De kruising van beiden is de resulterende codeletter.
```
Klare tekst : 
D
 I T I S Z E E R G E H E I M . . . .
Sleutelwoord: 
Z
 O D I A K D I T I S Z E E R G E H E I M....
              ---------------------------------------------
Cijfertekst : 
C
 W W Q S J H M K O W G I M D .... 

              CWWQS JHMKO WGIMD ....
```

Bij het ontsleutelen van de cijfertekst moet weer met de sleutel worden begonnen, maar daarna moet de ontsleutelde tekst als sleutel worden gebruikt, weer op dezelfde manier als het bij het Vigenèrecijfer gebeurt. Indien er één fout bij het ontsleutelen wordt gemaakt, gaat het ontsleutelen van de tekst daarna ook verkeerd.
De kracht van dit cijfer ligt erin dat niet steeds opnieuw hetzelfde sleutelwoord is gebruikt, maar de steeds variërende klare tekst. De methode om de sleutellengte te bepalen en de frequentieanalyse, die worden gebruikt om het Vigenèrecijfer te breken, kunnen niet op dezelfde manier bij de Autoclave worden toegepast.
ADFGX · Autoclave · Atbash · Baconalfabet · Bifid · Caesarcijfer · Dubbele transpositie · One-time pad · Paardensprongcijfer · Playfair · Polybiusvierkant · Rozenkruisersgeheimschrift · Scytale · Straddling checkerboard · Substitutie · Transpositie · Trifid · Vigenère